# Jubileumi-zsomboly
A Jubileumi-zsomboly Magyarország fokozottan védett barlangjai közül az egyik. Felfedezésekor a második legmélyebb barlang volt a Bakonyban, jelenleg pedig a Bakony harmadik legmélyebb barlangja az Alba Regia-barlang és a Csengő-zsomboly után. Az 1981. december 31-i állapot szerint a 10. legmélyebb barlang Magyarországon.

## Leírás
A Balaton-felvidéki Nemzeti Parkban, a Tési-fennsíkon, a Tábla-völgyben található függőlegesen nyíló bejárata. Jelenlegi bejárata a feltárását követően mesterségesen lett létrehozva. Triász időszaki dachsteini mészkőben és nori fődolomitban keletkezett. Az aknákban jól megfigyelhető és tanulmányozható a két kőzet találkozási, átmeneti része. Döntően függőleges kiterjedésű ez a tagolt aknasorozat. Végpontján az omladéktömböket több méter magasan, időszakosan víz borítja, tehát egy kis tó is ki szokott alakulni, valamint a levegő szén-dioxid tartalma itt a legmagasabb, amely akár 5,8% is lehet.
Néhány helyen fennőtt kalcitkristályok is előfordulnak benne. Tektonikus hasadékok mentén alakult ki, főként korróziós hatásra. Viszonylag rövidek aknái, amelyekben sok a korróziós forma. Legnagyobb függőleges kiterjedésű aknája a Nagy-akna, amely a végpontra vezet és 26 m függőleges kiterjedésű. A Balaton-felvidéki Nemzeti Park Igazgatóság engedélyével, valamint barlangjáró alapfelszerelésen kívül biztosító kötéllel és önbiztosítással látogatható a lezárt, létrákkal ellátott üregrendszer. Lezárása leginkább életvédelmi okok miatt indokolt.
Nevét a feltáró Alba Regia Barlangkutató Csoport adta neki 1981-ben, a csoport fennállásának 20. évfordulója alkalmából. Előfordul a barlang az irodalmában I-29. (Eszterhás 1984), I-29-es viznyelő barlangja (Eszterhás 1984), I-29. objektum (Kordos 1984), I-29.sz. objektum (Kárpát, Szolga 1977), I-29. sz. objektum (Kordos 1978), I.-29. sz. víznyelő barlangja (Székely 2003), Jubileum Shaft (Takácsné, Eszterhás, Juhász, Kraus 1989) és Jubileum-zsomboly (Székely 1986) neveken is. Az I-29 jelölést a barlang feltárulása előtt is használták a víznyelőre.

## Kutatástörténet

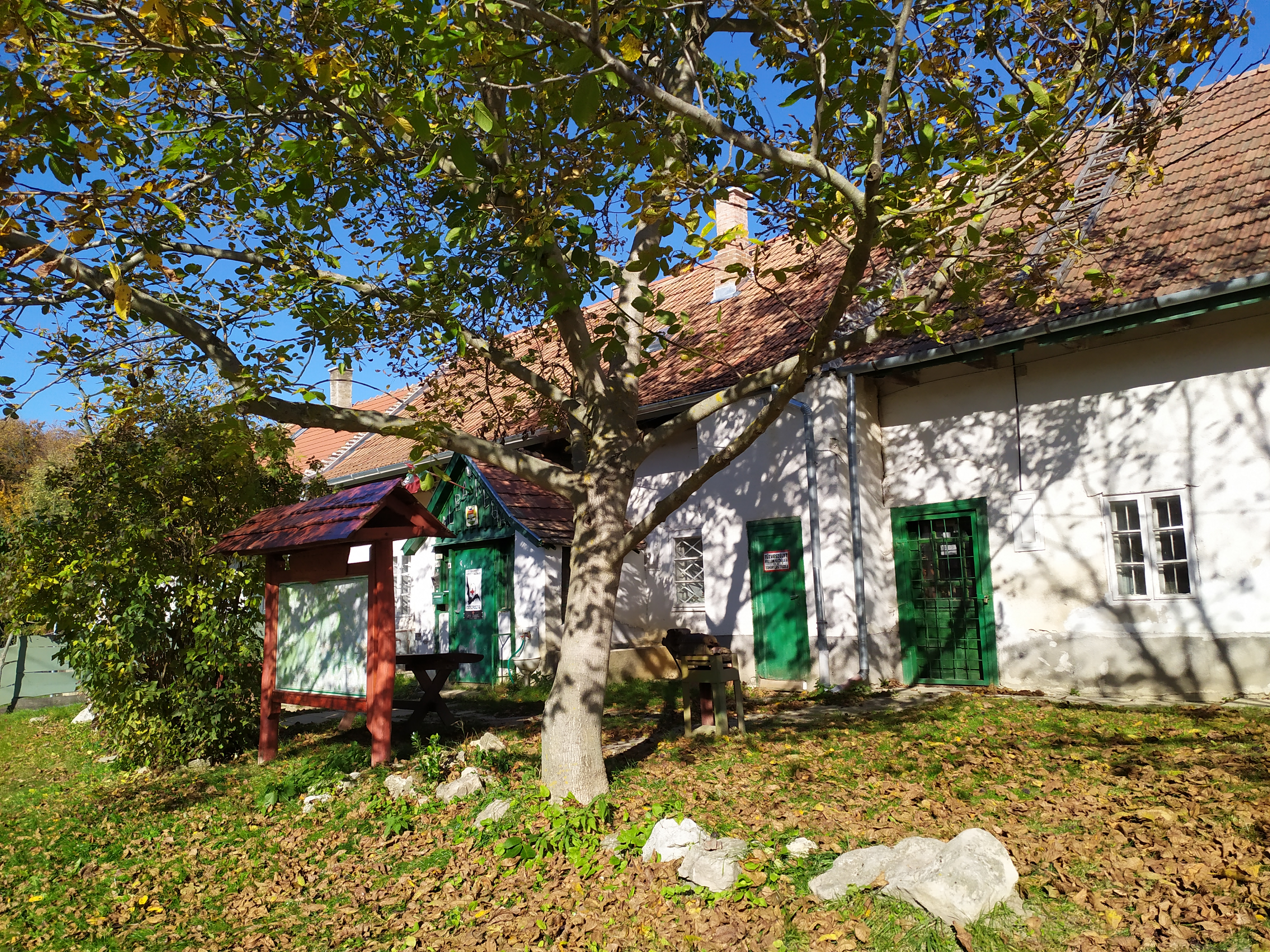
A Tés-Csőszpusztán található Alba Regia Barlangkutató Állomás

Egy időszakos víznyelő járhatóvá tételével tárta fel a barlangot az Alba Regia Barlangkutató Csoport 1981-ben. A víznyelőt már 1966-ban is bontották a csoport tagjai. 1981-ben készült el a barlang hosszmetszet térképe, amelyet Kárpát József szerkesztett. A barlangfelmérés szerint a barlang 121,4 m mély. Az 1981. december 31-i állapot szerint Magyarország 10. legmélyebb barlangja a 121 m mély barlang. Az 1981-ben végzett barlangfelmérés felhasználásával 1982-ben Eszterhás István rajzolta meg az 1981-ben készült hosszmetszet térkép izometrikus változatát. 1982-ben a csoport tagjai két rövid járatot tártak fel a barlangban, és 5 laposvas létrát helyeztek el a zsomboly nehezen járható részeibe. Ekkor az eltömődött régi, bejárati kutatóakna helyett újat mélyítettek. Az 1982-ben Kárpát József által szerkesztett tábla-völgyi karsztobjektumok szpeotopográfiai térképén látható a Jubileumi-zsomboly alaprajzának külszíni vetülete és a barlang külszíni környezete. A szpeotopográfiai térkép elkészítéséhez Kárpát József végezte el a terület felmérését.
Az 1984-ben kiadott, Lista a Bakony barlangjairól című összeállítás szerint a Keleti-Bakonyban, a 4422-es barlangkataszteri területen, Tésen elhelyezkedő Jubileumi-zsomboly további nevei I-29. és I-29-es viznyelő barlangja. A karsztos barlang 210 m hosszú és 113 m mély. A Bakony hegység második legmélyebb barlangja.
Az 1984-ben napvilágot látott, Magyarország barlangjai című könyv országos barlanglistájában szerepel a barlang Jubileumi-zsomboly néven I-29. objektum névváltozattal. A listához kapcsolódóan látható az Északi-Bakony barlangjainak földrajzi elhelyezkedését bemutató 1:500 000-es méretarányú térképen a barlang földrajzi elhelyezkedése. Az 1986. évi Karszt és Barlangban megjelent bibliográfia regionális bibliográfia részében szerepel a barlang Jubileum-zsomboly néven. Az összeállítás szerint a Karszt és Barlangban publikált írások közül 1 foglalkozik a barlanggal.
Az 1987. december 31-i állapot alapján Magyarország 65. leghosszabb barlangja a 4422 barlangkataszteri egységben lévő, 220 m hosszú Jubileumi-zsomboly. Az összeállítás szerint az 1977. évi Karszt és Barlangban közölt hosszúsági listában a barlang nincs benne. Az 1987. december 31-i állapot alapján Magyarország 14. legnagyobb függőleges kiterjedésű barlangja a 4422 barlangkataszteri egységben lévő, 121,4 m függőleges kiterjedésű Jubileumi-zsomboly. Az összeállítás szerint az 1977. évi Karszt és Barlangban közölt mélységi listában a barlang nincs benne.
1988. október 1-től a környezetvédelmi és vízgazdálkodási miniszter 7/1988. (X. 1.) KVM rendeletének (6. §. 2. pont, illetve 5. sz. melléklet) értelmében a Bakony hegységben lévő Jubileum-zsomboly fokozottan védett barlang. Fokozottan védett barlang magyarországi viszonylatban nagy mélysége és geológiai értéke miatt lett, valamint a feltöltődés is veszélyeztette bejáratát. Az 1988. évi Karszt és Barlangban közölve lett, hogy a Bakony hegységben elhelyezkedő Jubileum-zsomboly bekerült Magyarország fokozottan védett barlangjai közé. Magyarországon a Jubileum-zsombollyal együtt 108 barlang van fokozottan védve. 1989-ben a csoport a barlang bejáratát vaslétrával és kútgyűrűkkel kiépítette, lezárta, valamint a barlangba korábban beszerelt vaslétrákat felújította.
Az 1989. évi Karszt és Barlangban lévő, Magyarország barlangjai című összeállításban szó van arról, hogy a Bakony hegységben fekvő Tési-fennsík sok időszakos víznyelője folytatódik ember számára is járható víznyelőbarlangban. Ezeknek a főleg függőleges kiterjedésű, jellegzetesen aknasoros barlangoknak az irodalomban zsomboly a nevük. A Tési-fennsík három zsombolya mélyebb 100 m-nél: a 134 m mély Csengő-zsomboly, a 121 m mély Jubileumi-zsomboly és a 105 m mély Háromkürtő-zsomboly. A Jubileumi-zsomboly 1981-ben lett felfedezve. A publikációban lévő 1. ábrán (Magyarország térkép) be van mutatva a barlang földrajzi elhelyezkedése. A folyóirat 1989. évi különszámában napvilágot látott ennek az utóbbi tanulmánynak az angol nyelvű változata (The caves of Hungary). Ebben a tanulmányban Jubileum Shaft a barlang neve. Az angol nyelvű tanulmányhoz mellékelve megjelent egy olyan lista, amelyben Magyarország legmélyebb barlangjai vannak felsorolva. A felsorolás szerint a Bakony hegységben fekvő, 121 m mély Jubileumi-zsomboly (Jubileum Shaft) 1988-ban Magyarország 13. legmélyebb barlangja.
1990-ben az Alba Regia Barlangkutató Csoportnak volt kutatási engedélye a barlang kutatásához. 1991-ben a csoport 3 m-rel mélyítette a végpontot. 1998. május 14-től a környezetvédelmi és területfejlesztési miniszter 13/1998. (V. 6.) KTM rendelete szerint a Balaton-felvidéki Nemzeti Park Igazgatóság illetékességi területén, a Bakony hegységben található Jubileum-zsomboly az igazgatóság engedélyével látogatható. 2001. május 17-től a környezetvédelmi miniszter 13/2001. (V. 9.) KöM rendeletének értelmében a Bakony hegység területén lévő Jubileum-zsomboly fokozottan védett barlang. Egyidejűleg a fokozottan védett barlangok körének megállapításáról szóló 1/1982. (III. 15.) OKTH rendelkezés hatályát veszti.
A 2003-ban kiadott, Magyarország fokozottan védett barlangjai című könyvben található, Egri Csaba és Nyerges Attila által készített hosszúsági lista szerint a Bakony hegységben lévő és 4422-5 barlangkataszteri számú Jubileumi-zsomboly Magyarország 86. leghosszabb barlangja 2002-ben. A 2002-ben 220 m hosszú barlang 1987-ben 220 m hosszú volt. A könyvben található, Egri Csaba és Nyerges Attila által készített mélységi lista szerint a Bakony hegységben lévő és 4422-5 barlangkataszteri számú Jubileumi-zsomboly Magyarország 16. legmélyebb barlangja 2002-ben. A 2002-ben 121 m mély barlang 1987-ben is 121 m mély volt.
A 2005-ben kiadott, Magyar hegyisport és turista enciklopédia című kiadványban önálló szócikke van a barlangnak. A szócikk szerint a Jubileumi-zsomboly a Bakony hegységben található és 1988-tól fokozottan védett természeti érték. A Tési-fennsíkon lévő Tábla-völgyben, 410 m tszf. magasságban van a bejárata. A megalakulásuk 20. évfordulóját ünneplő Alba Regia Barlangkutató Csoport tagjai tárták fel 1981-ben az időszakos víznyelőbarlangot. 220 m hosszú és 121 m mély. Aknái aránylag rövidek, legnagyobb a végpontra vezető, 26 m-es Nagy-akna. A triász dachsteini mészkőben és nori fődolomitban keletkezett, korróziós formákban gazdag aknák sora a két kőzet átmeneti zónájáról reprezentatív rétegfeltárást nyújt. Időszakosan több m magas víz borítja a végpont omladéktömbjeit. A Balaton-felvidéki Nemzeti Park Igazgatóság engedélye és kötéltechnikai eszközök használata kell a lezárt barlang bejárásához. Az Alba Regia Barlangkutató Csoportról szóló szócikkben meg van említve, hogy a csoport egyik legjelentősebb barlangfeltárása a Jubileumi-zsomboly feltárása.
2005. szeptember 1-től a környezetvédelmi és vízügyi miniszter 22/2005. (VIII. 31.) KvVM rendelete szerint a Balaton-felvidéki Nemzeti Park Igazgatóság működési területén, a Bakony hegységben található Jubileum-zsomboly a felügyelőség engedélyével látogatható. 2005. szeptember 1-től a környezetvédelmi és vízügyi miniszter 23/2005. (VIII. 31.) KvVM rendelete szerint a Bakony hegységben lévő Jubileum-zsomboly fokozottan védett barlang. 2007. március 8-tól a környezetvédelmi és vízügyi miniszter 3/2007. (I. 22.) KvVM rendelete szerint a Balatoni Nemzeti Park Igazgatóság működési területén lévő Bakony hegységben elhelyezkedő Jubileum-zsomboly az igazgatóság engedélyével tekinthető meg. 2013. július 19-től a vidékfejlesztési miniszter 58/2013. (VII. 11.) VM rendelete szerint a Jubileum-zsomboly (Bakony hegység, Balaton-felvidéki Nemzeti Park Igazgatóság működési területe) az igazgatóság hozzájárulásával látogatható. 2015. november 3-tól a földművelésügyi miniszter 66/2015. (X. 26.) FM rendelete szerint a Jubileumi-zsomboly (Bakony hegység) fokozottan védett barlang. 2021. május 10-től az agrárminiszter 17/2021. (IV. 9.) AM rendelete szerint a Jubileum-zsomboly (Bakony hegység, Balaton-felvidéki Nemzeti Park Igazgatóság működési területe) az igazgatóság engedélyével látogatható. A 13/1998. (V. 6.) KTM rendelet egyidejűleg hatályát veszti.